# Giro di Sardegna 1970
Il Giro di Sardegna 1970, tredicesima edizione della corsa, si svolse dal 22 al 27 febbraio 1970 su un percorso di 856,8 km, suddiviso su 6 tappe, la quinta suddivisa su 2 semitappe, con partenza da Roma e arrivo a Monte Ortobene. La vittoria fu appannaggio del belga Patrick Sercu, che completò il percorso in 23h14'14", precedendo il connazionale Eddy Merckx e l'italiano Felice Gimondi.

## Tappe
| Tappa  | Data        | Percorso                                   | km    | Vincitore di tappa | Leader cl. generale |
| ------ | ----------- | ------------------------------------------ | ----- | ------------------ | ------------------- |
| 1ª     | 22 febbraio | Roma > Civitavecchia                       | 163   | Giancarlo Polidori | Giancarlo Polidori  |
| 2ª     | 23 febbraio | Lanusei > Cagliari                         | 149   | Eddy Merckx        | Giancarlo Polidori  |
| 3ª     | 24 febbraio | Cagliari > Oristano                        | 115   | Guido Reybrouck    | Franco Bitossi      |
| 4ª     | 25 febbraio | Oristano > Alghero                         | 166   | Patrick Sercu      | Patrick Sercu       |
| 5ª-1   | 26 febbraio | Porto Torres > Sassari (cron. individuale) | 18,8  | Eddy Merckx        | Patrick Sercu       |
| 5ª-2   | 26 febbraio | Sassari > Olbia                            | 133   | Emiel Cambré       | Patrick Sercu       |
| 6ª     | 27 febbraio | Olbia > Monte Ortobene                     | 112   | Antoon Houbrechts  | Patrick Sercu       |
| Totale | Totale      | Totale                                     | 856,8 |                    |                     |

## Dettagli delle tappe

### 1ª tappa
- 22 febbraio: Roma > Civitavecchia – 163 km

Risultati
| Pos. | Corridore          | Squadra | Tempo    |
| ---- | ------------------ | ------- | -------- |
| 1    | Giancarlo Polidori | Scic    | 4h13'03" |
| 2    | Patrick Sercu      | Dreher  | a 57"    |
| 3    | Franco Bitossi     | Filotex | s.t.     |

| Pos. | Corridore          | Squadra | Tempo |
| ---- | ------------------ | ------- | ----- |
| 1    | Giancarlo Polidori | Scic    | ?     |

### 2ª tappa
- 23 febbraio: Lanusei > Cagliari – 149 km

Risultati
| Pos. | Corridore          | Squadra | Tempo    |
| ---- | ------------------ | ------- | -------- |
| 1    | Eddy Merckx        | Faemino | 4h06'30" |
| 2    | Giancarlo Polidori | Scic    | s.t.     |
| 3    | Roberto Ballini    | Dreher  | a 1"     |

| Pos. | Corridore          | Squadra | Tempo |
| ---- | ------------------ | ------- | ----- |
| 1    | Giancarlo Polidori | Scic    | ?     |

### 3ª tappa
- 24 febbraio: Cagliari > Oristano – 115 km

Risultati
| Pos. | Corridore       | Squadra   | Tempo    |
| ---- | --------------- | --------- | -------- |
| 1    | Guido Reybrouck | Germanvox | 3h20'07" |
| 2    | Franco Bitossi  | Filotex   | s.t.     |
| 3    | Patrick Sercu   | Dreher    | s.t.     |

| Pos. | Corridore      | Squadra | Tempo |
| ---- | -------------- | ------- | ----- |
| 1    | Franco Bitossi | Filotex | ?     |

### 4ª tappa
- 25 febbraio: Oristano > Alghero – 166 km

Risultati
| Pos. | Corridore         | Squadra   | Tempo    |
| ---- | ----------------- | --------- | -------- |
| 1    | Patrick Sercu     | Dreher    | 4h37'33" |
| SQ   | Raymond Steegmans | Hertekamp | s.t.     |
| 2    | Luigi Sgarbozza   | Dreher    | s.t.     |
| 3    | Giuseppe Beghetto | Ferretti  | s.t.     |

| Pos. | Corridore     | Squadra | Tempo |
| ---- | ------------- | ------- | ----- |
| 1    | Patrick Sercu | Dreher  | ?     |

### 5ª tappa, 1ª semitappa
- 26 febbraio: Porto Torres > Sassari – Cronometro individuale – 18,8 km

Risultati
| Pos. | Corridore      | Squadra | Tempo  |
| ---- | -------------- | ------- | ------ |
| 1    | Eddy Merckx    | Faemino | 23'07" |
| 2    | Patrick Sercu  | Dreher  | a 29"  |
| 3    | Davide Boifava | Molteni | a 35"  |

| Pos. | Corridore     | Squadra | Tempo |
| ---- | ------------- | ------- | ----- |
| 1    | Patrick Sercu | Dreher  | ?     |

### 5ª tappa, 2ª semitappa
- 26 febbraio: Sassari > Olbia – 133 km

Risultati
| Pos. | Corridore          | Squadra   | Tempo    |
| ---- | ------------------ | --------- | -------- |
| 1    | Emiel Cambré       | Hertekamp | 3h24'11" |
| 2    | Patrick Sercu      | Dreher    | a 1'24"  |
| 3    | Claudio Michelotto | Scic      | s.t.     |

| Pos. | Corridore     | Squadra | Tempo |
| ---- | ------------- | ------- | ----- |
| 1    | Patrick Sercu | Dreher  | ?     |

### 6ª tappa
- 27 febbraio: Olbia > Monte Ortobene – 112 km

Risultati
| Pos. | Corridore         | Squadra   | Tempo    |
| ---- | ----------------- | --------- | -------- |
| 1    | Antoon Houbrechts | Salvarani | 3h07'45" |
| 2    | Marcello Bergamo  | Filotex   | a 32"    |
| 3    | Eddy Merckx       | Faemino   | s.t.     |

| Pos. | Corridore      | Squadra   | Tempo     |
| ---- | -------------- | --------- | --------- |
| 1    | Patrick Sercu  | Dreher    | 23h14'14" |
| 2    | Eddy Merckx    | Faemino   | a 1'20"   |
| 3    | Felice Gimondi | Salvarani | a 3'03"   |

## Classifiche finali

### Classifica generale
| Pos. | Corridore              | Squadra        | Tempo     |
| ---- | ---------------------- | -------------- | --------- |
| 1    | Patrick Sercu          | Dreher         | 23h14'14" |
| 2    | Eddy Merckx            | Faemino-Faema  | a 1'20"   |
| 3    | Felice Gimondi         | Salvarani      | a 3'03"   |
| 4    | Davide Boifava         | Molteni        | a 3'10"   |
| 5    | Gösta Pettersson       | Ferretti       | a 3'22"   |
| 6    | Giancarlo Polidori     | Scic           | a 3'24"   |
| 7    | Antoon Houbrechts      | Salvarani      | a 3'57"   |
| 8    | Ole Ritter             | Germanvox-Wega | a 4'14"   |
| 9    | Martin Van Den Bossche | Molteni        | a 4'41"   |
| 10   | Aldo Moser             | G.B.C.-Zimba   | a 4'51"   |